# 庚申换局
庚申换局（韓語：경신환국），又称庚申士祸（경신사화）、庚申黜陟（경신출척），是指1680年（朝鲜肃宗六年）三月至四月间，南人党人在朝鲜朝中失势一事。

## 背景

### 甲寅礼讼
1674年（朝鲜显宗十五年）七月，显宗李棩生母仁宣王后张氏逝世。由于显宗之父朝鲜孝宗李淏是以朝鲜仁祖李倧嫡次子身份即位，因此显宗法统上的祖母慈懿王大妃赵氏（孝宗生母为仁烈王后韩氏，韩氏逝世后仁祖又立赵氏为王后）应该穿什么样的孝服成为党争的焦点。
在规定朝鲜礼仪制度的《国朝五礼仪》“众子妇”条中没有承重时服齐衰的条文，因此除了大功服之外并没有更合适的丧服。因此礼曹按己亥礼讼的结果，认为慈懿王大妃应当穿大功服（服丧九月）。然而五个月后，大丘儒生都慎徵上疏称，慈懿王大妃应当穿齐衰（服丧一年）。都慎徵在上疏中认为大功是众庶妇之服，如果穿大功服，就相当于把仁宣王后看作众子妇，则显宗就成了众子妇所出，是仁祖的众庶孙。这对显宗的王位正统性极为不利。都慎徵的观点事实上与己亥礼讼时南人党观点相同，即认为应当根据郑玄所注《仪礼注疏》“第一子死，则取嫡妻所生第二长者立之，亦名长子”的观点，将孝宗视作仁祖嫡长子。都慎徵的上疏引起了西人党的反扑，领议政金寿兴、户曹判书闵维重、兵曹判书金万基等表示不分长幼，为诸子服丧一年是朝鲜国制，反对慈懿王大妃应穿齐衰的观点。显宗对西人党的说辞感到不满，要求群臣重新议定。
此时汉党（西人党在仁祖反正后逐渐分为功西派和清西派，清西派后又分为山党与汉党）人金锡胄在接受召见时，向显宗说宋时烈曾表示过“孝宗大王，不害爲仁祖大王之庶子云”，显宗听后对这种贬低其生父地位的说法感到不满。在显宗的介入下，最终决定慈懿王大妃应服齐衰。随后显宗罢免金寿兴等西人党人，任命南人党人许积为领议政。

### 南分清浊
金锡胄本贯为清风金氏，从其祖父金堉时就由于在推行大同法一事上的意见分歧，与金集、宋时烈等山党人士不和。在金锡胄堂妹金氏（明圣王后）嫁给显宗后，宋时烈等人以防范外戚为由，阻挠清风金氏一族出任清要职，双方矛盾因此进一步加深。
甲寅礼讼后不久，显宗逝世，李焞即位，是为朝鲜肃宗。肃宗即位后更加重用舅舅金锡胄，启用南人党人士，排斥西人党。作为西人党领袖人物之一的宋时烈在南人党的攻击下先后被流放至咸镜道德源、庆尚道長鬐等地。
在对宋时烈的处理问题上，南人党的意见发生了分裂。以许穆、尹镌、尹善道为代表的“清南”派主张严惩甚至处死宋时烈。而以许积、权大运、闵黯、吴挺昌等人为代表的“浊南”派则较为缓和。

### 红袖之变
肃宗即位时年仅14岁，尚无男性后代（肃宗长子李昀生于1688年），一旦发生变故，最有可能继承王位的是福昌君李桢（麟坪大君李㴭次子）、福善君李柟（麟坪大君三子）、福平君李㮒（麟坪大君四子），三人合称“三福”。明圣王后及背后的清风金氏对“三福”万分忌惮。
1675年（朝鲜肃宗元年）三月，明圣王后之父金佑明告发福昌君李桢与宫女金常业私通、福平君李㮒强奸宫女贵礼。许积、权大运等人认为需要与金佑明对质后方可定夺。肃宗下诏召见金佑明，但金佑明并未前来，反而是明圣王后出现在殿外，向肃宗哭诉福昌君等人的罪状。许积等人听完明圣王后哭诉，认为没有必要再与金佑明对质，建议肃宗直接惩处福昌君等人。最终福昌君、福平君等人被流放，但在南人党的辩护下数月后即被赦免。

## 经过
甲寅礼讼之后，朝政长期被由清南、浊南构成的南人党把持。训炼大将等重要军事职务大多由南人党出任。甚至在南人党人尹镌等人的坚持下，重新设立了都体察使府，试图进一步控制军权。但在副体察使的人选上，肃宗在许积推荐的金锡胄、尹镌、李元祯三人中选择了舅舅——汉党人金锡胄，使南人党无法完全掌握军政。

### 擅用油幄事件
1680年（朝鲜肃宗六年）三月十八日，肃宗赐给时任议政府领议政的南人党人（浊南）许积的祖父许潜谥号“忠贞”。十天后，在举行庆祝接受谥号的延谥宴当天突然天降大雨，肃宗命令赐油幄为许积等人遮雨，但发现许积等人在未得许可的情况下，已经擅自从宫中拿走了油幄。不仅如此，此时正盛传有人准备在宴上暗杀兵判金锡胄、光成府院君金万基。金锡胄因而称病不赴宴，金万基虽然参加了宴会，但特意迟到。
肃宗对私设油幄的无礼行为大感不满，派人装扮作乞丐打探宴会情况，发现宴上几乎全为南人党人，赴宴的西人党人仅有金万基、吴斗寅、李端夏等数人。见南人党势力膨胀，感到不安的肃宗决心剪除南人党羽翼。肃宗立刻牌招柳赫然、申汝哲、金万基，解除南人党人柳赫然训炼大将职务，任命西人党人金万基为训炼大将，申汝哲为摠虏使，金益勳为守御使。翌日，肃宗释放被流放铁原的金寿恒，罢黜吏曹判书李元祯。
四月初二日，掌令沈濡指控尹镌数条罪状，痛斥尹镌为“国之妖人，家之乱子”，尹镌因此被流放海岛。四月初三日，金寿恒拜领议政，郑知和拜左议政，南九万拜都承旨，赵持谦拜吏曹左郎，西人党重新掌握朝中重要职务。

### 许坚之狱
四月初五日，金锡胄的党羽郑元老告发称，许积庶子许坚与福善君李柟商议肃宗身后之事，意图拥立福善君。经过拷问，福善君李柟和许坚很快供认确有此事。李柟被除以绞刑，许坚凌迟处死。福昌君李桢被控参与政变，四月二十六日被赐死。许积依父子连坐被解职，后于五月初五日被下令赐死，五月十一日服毒而死。尹镌于五月十五日被下令赐死，五月二十日身亡。到五月底，共计有100余名南人党人被以各种罪名惩处。福平君李㮒被流放。

## 后续
经过庚申换局，甲寅礼讼后把持朝政的南人党遭到清洗，西人党重掌大权。肃宗以金锡胄为元勋，论功行赏。以金万基、金锡胄为保社功臣一等；李立身为二等；南斗僰、郑元老、林斌为三等。錫冑加輔國爲淸城府院君，立身加資憲爲陽興君，南斗北爲宜豐君，元老超嘉善爲東原君，朴斌爲密城君。从“三福”及许积家中查抄来的财产也被赏赐给这些功臣。